# Haruka Tomatsu
Haruka Tomatsu (戸松 遥?, Tomatsu Haruka; Ichinomiya, 4 febbraio 1990) è un'attrice, doppiatrice e cantante giapponese. Dal 2009 è membro del gruppo Sphere, insieme alle doppiatrici Minako Kotobuki, Ayahi Takagaki e Aki Toyosaki.

## Biografia
Haruka debutta come doppiatrice nel 2007, interpretando in Shinkyoku Sōkai Polyphonica il personaggio di Corticarte Apa Lagranges. Da allora ottiene ruoli di maggior rilievo, come ad esempio Lala Satalin Deviluke in To Love-Ru, Shiho Sannomiya in Zettai karen children, M.M in Kemeko Deluxe, Nagi in Kannagi: Crazy Shrine Maidens, Sakana-chan in Star Driver: Kagayaki no Takuto, Asuna Yuuki in Sword Art Online , Akane Miyano in Inazuma Eleven Ares No Tenbin e Zero Two in Darling In The Franxx. Prima di diplomarsi alla fine della scuola superiore nel 2008, Haruka inizia a vivere a Ichinomiya dove ha spesso preso il Shinkansen, viaggiando avanti e indietro tra Nagoya e Tokyo per frequentare le registrazioni. Da allora entra in un'università di Tokyo, città dove attualmente risiede.

## Doppiaggio

### Anime

#### 2007
- Futaba Yamura in Bokurano
- Mayura (ep. 1, 12) in Engage Planet Kiss Dum
- Studentessa (ep. 10), Sweets Student (ep. 3) in Gakuen Utopia Manabi Straight!
- Audrey in Les Misérables: Shōjo Cosette
- Sumi Kuroi in Moetan
- Corticarte Apa Lagranges in Shinkyoku Sōkai Polyphonica
- Yayoi Makihara in Sky Girls

#### 2008
- Nagi in Kannagi: Crazy Shrine Maidens
- M.M. in Kemeko Deluxe!
- Senko Himemiya/Chika Midarezaki in Kyōran Kazoku Nikki
- Mileina Vashti in Mobile Suit Gundam 00 Second Season
- Garlet Fey Sowauge in Shina Dark
- Lala Satalin Deviluke in To Love-Ru
- Shiho Sannomiya in Zettai karen children

#### 2009
- Misao Minakami in Asura Cryin'
- Rouge Basquash!
- Yunyun in Canaan
- Aoba Tsukishima in Cross Game
- Yamaguchi Kisaragi in GA Geijutsuka Art Design Class
- Akari Kirishima, Kotone Kirishima in Nyan Koi!
- Ayame Ikaruga in Samurai Harem: Asu no Yoichi
- Miyashiro Kanade in Seitokai no ichizon
- Corticarte Apa Lagranges in Shinkyoku Soukai Polyphonica Crimson S
- Hime Makita in Sora no Manimani
- Kinuho Wannai in A Certain Scientific Railgun
- Mizuki Mana in White Album
- Yumiko Cristina Ichinose in Yoku Wakaru Gendai Mahō

#### 2010
- Manami Kinjō in Asobi ni Iku yo!
- Rio Kamichika in Durarara!!
- Eiko Teruya in Ichiban ushiro no dai maō
- Kudou Fuyuka in Inazuma Eleven
- Principessa Hitei in Katanagatari
- Hedyeh in Ladies versus Butlers!
- Hitoha Marui in Mitsudomoe
- Mileina Vashti in Mobile Suit Gundam 00 the Movie: Awakening of the Trailblazer
- Lala Satalin Deviluke in Motto To Love-Ru
- Byakuroku in Otome yōkai Zakuro
- Megumi Shimizu in Shi ki
- Maria in Sora no woto
- Kita no Miko/Sakana-chan in Star Driver: Kagayaki no Takuto
- Noloty Maruchie in Tatakau Shisho

#### 2011
- Naruko Anjō "Anaru" in Ano hana
- Angelica, Yuka Hanazawa in Beelzebub
- Mashu in C
- Yuina Wakura in Hanasaku iroha
- Ai Hidaka in The Idolmaster
- Shinsuke Nishizono in Inazuma Eleven GO
- Hitoha Marui in Mitsudomoe Zoryochu!
- Mayu in Nekogami Yaoyorozu
- Chillarmy[1][2] in Il film Pokémon: Nero - Victini e Reshiram e Bianco - Victini e Zekrom
- Yayoi Hiragishi/Uzuki Hiragishi in Softenni
- Yuuko Kurata in UN-GO episode:0 Inga-ron
- Mitsuki Mashiba in Working'!!

#### 2012
- Megumi Wakamiya in Accel World
- Ichika Takatsuki in Ano natsu de matteru
- Ranmaru Rindou in Binbō-gami ga!
- Shinsuke Nishizono in Inazuma Eleven Go: Chrono stone
- Nana Nishino in Kokoro Connect
- Morgiana in Magi: The Labyrinth of Magic
- Gruier Serenity in Mōretsu Pirates
- Yuka Hanaki[3] in Natsuiro Kiseki
- Tarnyang in Queen's Blade Rebellion
- Asuna Yūki in Sword Art Online
- Lala Satalin Deviluke in To Love-Ru Darkness
- Shizuku Mizutani in My Little Monster

#### 2013
- Mataemon Araki in Hyakka Ryōran: Samurai Bride
- Older Sister Maid in Maoyū Maō Yūsha
- Bell Renjoji in Pretty Rhythm: Rainbow Live
- Saki Rukino in Valvrave the Liberator
- Morgiana in Magi: The Kingdom of Magic
- Shiho Sannomiya in Zettai karen children: The Unlimited
- Lune in The World God Only Knows: Goddesses
- Kinuho Wannai in A Certain Scientific Railgun S
- Naruse Ibara in Coppelion
- Kishi Tōka in Yozakura Quartet: Hana no Uta
- Se stessa in I Couldn't Become a Hero, So I Reluctantly Decided to Get a Job.
- Mari Maya in Samurai Flamenco
- Rio Kazama in Sekai de ichiban tsuyoku naritai!

#### 2014
- Iona Hikawa/Cure Fortune in HappinessCharge Pretty Cure![4]
- Haruka Takayama in Sakura Trick
- Karina[5] in Wake Up, Girls!
- Kēta in Yo-kai Watch[6]

#### 2015
- Ultimate Otaku Teacher  (Tim Bernes-Lee)

#### 2016
- Mutsumi in Hai to gensō no Grimgar

#### 2017
- Hotaru Furuya in Tsuredure Children

#### 2018
- Zero Two/Nine Iota in Darling in the Franxx
- Iris Cannary in Violet Evergarden
- Rika in Pokémon Sole & Luna
- Akane Miyano in Inazuma Eleven Ares No Tenbin

#### 2019
- Rumika Aina in How Heavy Are the Dumbbells You Lift?

#### 2021
- Hori Kyouko in Horimiya

#### 2024
- Teronna Aqua Vega e Rubina Beryl Vega in Grendizer U

### Film
- Iona Hikawa/Cure Fortune in Eiga HappinessCharge Pretty Cure! - Ningyō no Kuni no ballerina, Eiga Pretty Cure All Stars - Haru no carnival, Eiga Pretty Cure All Stars - Minna de utau Kiseki no mahō!, Eiga HUGtto! Pretty Cure Futari wa Pretty Cure - All Stars Memories
- Kelart Custodio in Overlord - Il film: Capitolo del Santo Regno

### OAV
- Ringo Noyamano in Air Gear: Kuro no Hane to Nemuri no Mori
- Hikaru in Baby Princess 3D Paradise 0 [Love]
- Studentessa in Ichigo Mashimaro
- Micott Bartsch in Mobile Suit Gundam Unicorn
- Ragazza (ep. 3) in Tales of Symphonia
- Lala Satalin Deviluke in To Love-Ru
- Lala Satalin Deviluke in To Love-Ru Darkness
- Shiho Sannomiya in Zettai karen children OAV
- Asuna Yūki in Sword Art Online

### Videogiochi
- Lala Satalin Deviluke in TO LOVE-Ru Exciting! Outdoor School Version, J-Stars Victory Vs+ e Shinobi Master Senran Kagura: New Link
- Cecille in Arc Rise Fantasia
- Wino McGovern in Toshinden
- Beyond the Labyrinth
- Cerica in Blaze Union: Story to Reach the Future
- Marie Crichton in Chaos Rings II
- Mitsuki Yamamoto in Corpse Party: Book of Shadows
- Rina Shinomiya in Digimon World Re:Digitize Decode
- Charti in Dragon Nest
- Antoinette in Harvest Moon Grand Bazaar
- Ai Hidaka in The Idolmaster Dearly Stars
- Alice Margatroid e Komachi Onozuka in Koumajou Densetsu II: Stranger's Requiem Koumajou Densetsu II: Yougen no Chingonka
- Lily Strosek e Amitie Florian in Mahō shōjo Lyrical Nanoha A's
- Ion/Carmen in Rune Factory 3
- Aliasse in Valkyria Chronicles II
- Mimikry in Keroro RPG: Kishi to Musha to Densetsu no Kaizoku
- Asuna Yuuki in Sword Art Online: Infinity Moment, Sword Art Online: Hollow Fragment, Dengeki Bunko Fighting Climax, Sword Art Online: Lost Song, Sword Art Online: Hollow Realization, Accel World VS Sword Art Online: Millennium Twilight, Tales of the Rays, Sword Art Online: Fatal Bullet, Sword Art Online: Alicization Lycoris, Tales of Arise e Sword Art Online: Last Recollection
- Mileina Vashti in 2nd Super Robot Wars Z: Saisei-Hen
- Mileina Vashti in Super Robot Wars UX
- Nathan Adams in Yo-kai Watch, Yo-kai Watch 2 e Yo-kai Watch 3
- Feena in Granblue Fantasy
- Haruka Momose in Project Zero: Maiden of Black Water
- Rina Shinomiya in Digimon Story: Cyber Sleuth
- Berserker/Minamoto no Yorimitsu in Fate/Grand Order
- Peridot in Breath of Fire 6
- Haru Okumura in Persona 5, Persona 5: Dancing in Starlight, Persona Q2: New Cinema Labyrinth, Catherine: Full Body, Super Smash Bros. Ultimate, Persona 5 Royal, Persona 5 Strikers e Persona 5 Tactica
- Clone Aife in Million Arthur: Arcana Blood
- Xuan Zang in Dragalia Lost
- Voce DLC per Catherine in Catherine: Full Body
- M4A1 in Girls Frontline
- Aoko Aozaki in Tsukihime: A piece of blue glass moon, Melty Blood: Type Lumina e Witch on the Holy Night
- Mary in Goddess of Victory: Nikke
- Rider/Ushi Gozen in Fate/Samurai Remnant

### Drama CD
- Blaue Rosen
- Senko Himemiya/Chika Midarezaki in Kyōran Kazoku Nikki
- Lala Satalin Deviluke in To Love-Ru

### Tokusatsu
- Candelilla in Zyuden Sentai Kyoryuger

## Discografia

### Album
- Rainbow Road (24 febbraio, 2010)
- Sunny Side Story (16 gennaio, 2013)

### Singoli
- "Naissance" (3 settembre, 2008)
- "Motto Hade Ni Ne!" (29 ottobre, 2008) (Kannagi: Crazy Shrine Maidens Opening)
- "Musuhi no Toki" (26 novembre, 2008) (Kannagi: Crazy Shrine Maidens Ending)
- "Koi no Uta" (13 maggio, 2009) (Shinkyoku Sōkai Polyphonica Crimson S Ending)
- "Girls, Be Ambitious" (27 gennaio, 2010) (Sound of the Sky Ending)
- "Nagisa no Shooting Star" (4 agosto, 2010)[7]
- "Monochrome" (3 ottobre, 2010) (Star Driver Insert song)
- "Baby Baby Love" (11 marzo, 2011) (Motto To Love-Ru Ending)
- "Oh My God" (13 luglio, 2011) (Nekogami Yaoyorozu Ending)
- "Yume Sekai" (25 luglio, 2012) (Sword Art Online Ending)
- "Q&A Recital!" (17 ottobre, 2012) (Tonari no Kaibutsu-kun Opening)
- "My Independent Destiny" (2012) (Sword Art Online Character song Asuna Yuuki)
- "Pachi Pachi Party" (10 luglio, 2013)[8]
- "Hikari Gift" (15 gennaio, 2014)[9]
- "Courage" (2014) (Sword Art Online II Opening)